# Wausau, Wisconsin
Wausau är administrativ huvudort i Marathon County i Wisconsin i USA. Vid 2010 års folkräkning hade Wausau 39 106 invånare.

## Kända personer från Wausau
- Marissa Mayer, företagsledare